# سيان وليامز
سيان وليامز (بالإنجليزية: Sian Williams)‏ (2 فبراير 1968 - ) هي مدربة كرة قدم ولاعبة كرة قدم بريطانية في مركز الوسط. شاركت مع منتخب إنجلترا لكرة القدم للسيدات ومنتخب ويلز لكرة القدم للسيدات. أما مع النوادي، فقد لعبت مع نادي أرسنال للسيدات وCharlton Athletic W.F.C. ‏ وWatford F.C. Women ‏ وMillwall Lionesses L.F.C. ‏.

## وصلات خارجية
- سيان وليامز على موقع الاتحاد الدولي (مؤرشف)  (الإنجليزية)
- سيان وليامز على موقع قاعدة بيانات كرة القدم.إي يو (الإنجليزية)